# Cabidela
Galinha de cabidela, galinha à cabidela, arroz de cabidela ou simplesmente, cabidela, é um prato tradicional da gastronomia do Norte de Portugal, nomeadamente da região do Minho concelho de Braga.
Semelhante ao sarapatel, a cabidela é um guisado que utiliza, durante a sua confecção, o sangue avinagrado do próprio animal que é cozido, sendo a carne de frango ou da galinha o ingrediente escolhido para realizar o dito prato que é depois acompanhado ou misturado com arroz branco.
Cozinhar com sangue é um costume antigo de vários povos; em Portugal a cabidela tem registos desde o século XVI, e igualmente pode ser preparada com outras aves ou animais (pato, peru, porco, cabrito ou caça).

## Etimologia
A palavra «cabidela» também já grafada «cabedela» e «cabadela», por si só, diz respeito às extremidades e órgãos comestíveis (miudezas) das aves.
Há duas teses quanto à origem da palavra «cabidela». Por um lado, a posição mais moderna defende que provém de «cabo» por alusão aos «cabos das aves», isto é aos restos, às partes menos nobres, da carne de certas aves comestíveis, como o pescoço, as pontas das asas e as miudezas.
Por outro lado, porém, há outra tese etimológica alternativa, por sinal mais antiga, que defende que o nome «cabidela» poderá provir da palavra árabe Quebdia, a qual diz respeito a uma receita de guisado que usa as entranhas de animais, especialmente o fígado, de tal modo que o étimo de Quebdia é Quebdon, que significa «fígado».

### História da expressão
Com efeito, em 1783, Rafael Bluteau, no seu dicionário identifica a cabidela, então grafada «cabedella», como conjunto de fígados, moelas, pescoços e pontas das asas de patos, perus ou galinhas.
Um dos registos mais antigos conhecidos da palavra «cabidela» na língua portuguesa, ocorre no séc. XVI, no «Auto de Filodemo», peça cómica de Luís Vaz de Camões, onde a expressão já figura com o sentido de "conjunto de órgãos comestíveis":
| “Das lágrimas caldo faço, do coração escudela: esses olhos são panelas Que coze bofes e baço Com toda a mais cabedela” |

## Variedades na diáspora portuguesa
Apesar de ser um prato tradicionalmente português, a sua disseminação, durante os vários séculos de presença portuguesa no mundo, ainda persiste em diversos países. Desde Cabo Verde com o “arroz de cabidela”, passando por Angola com a “galinha à cabidela”, Macau com uma variante denominada de “cabidela de pato”, Índia com a versão goesa da “cabidela de leitão”, ou ainda no Brasil, sobretudo na região de Minas Gerais, onde ainda existem inúmeras variantes da iguaria gastronômica, tal como a "galinha ao molho pardo", onde se substitui o arroz por angu e couve refogada.